# 下维萨
下维萨（德語：Niederwiesa）是德国萨克森州的市镇，隶属于中萨克森县。总面积为!6.39平方千米，截至2023年12月31日总人口为4,714人。